# Biserica de lemn „Sfinții Arhangheli” din Dărcăuți
Biserica de lemn „Sf. Arhangheli” este o biserică amplasată în Dărcăuți, raionul Soroca, Republica Moldova. Este un monument arhitectural de importanță națională inclus în Registrul monumentelor Republicii Moldova ocrotite de stat cu nr. 2690 (raionul Soroca). Datează din 1877.